# Dal (Midden-aarde)

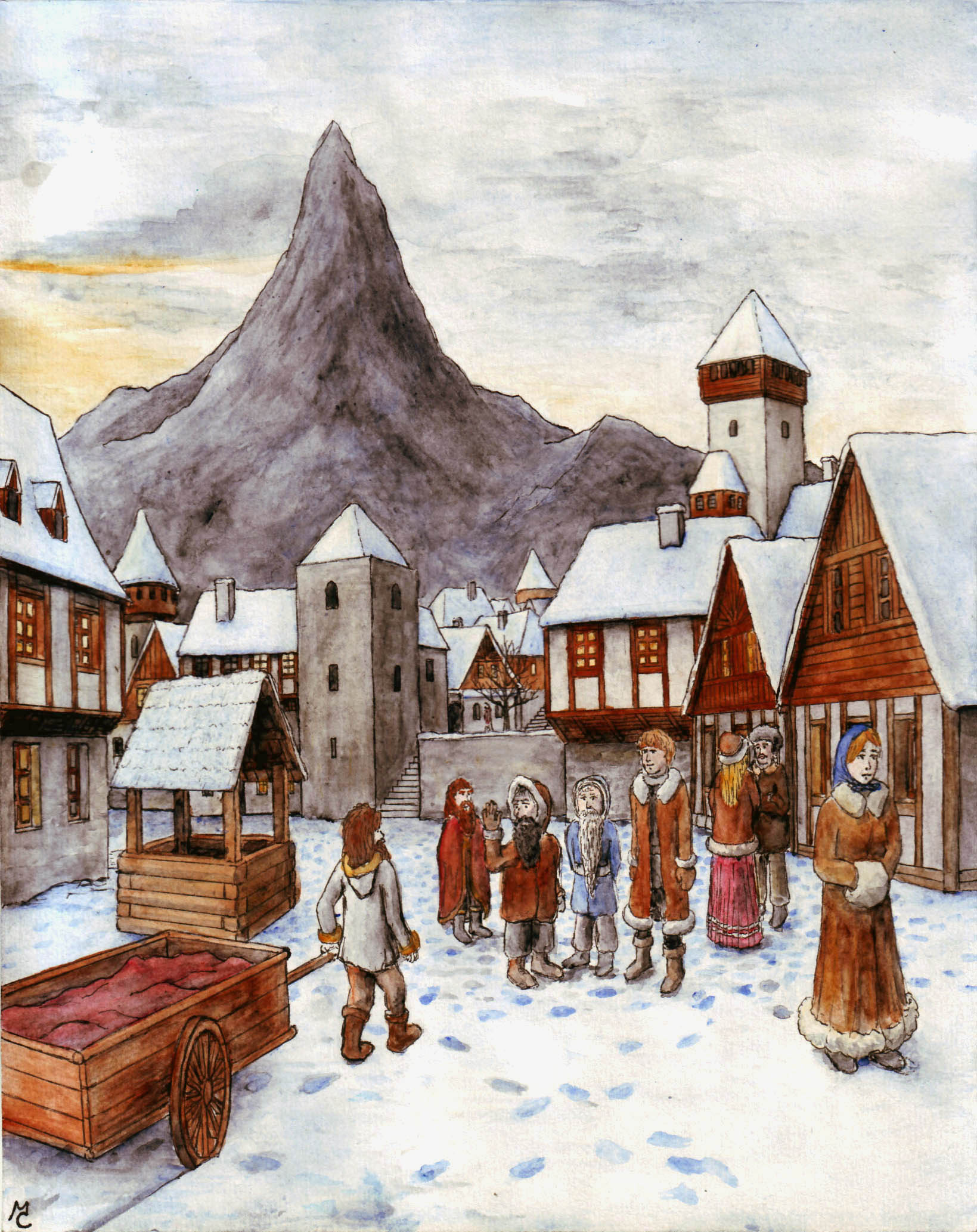
Dal met op de achtergrond de Eenzame Berg.

Dal (Engels: Dale) is een stadstaat aan de voet van de Eenzame Berg in het noorden van Wilderland in Midden-aarde en wordt beschreven in de werken van J.R.R. Tolkien.

## Geschiedenis
De stad werd bewoond door de Noordelijke Mensen, die verwant waren aan de Rohirrim. De inwoners handelden met Elfen van het Demsterwold en Dwergen van Erebor. De onderlinge relaties tussen de Mensen van Dal en de Dwergen van Erebor waren uitzonderlijk goed. Dal werd een zeer welvarende stad als gevolg van de handel. Dal werd geregeerd door een koning.
Aan de welvaart en glorie van Dal kwam abrupt een eind in het jaar 2770 van de Derde Era, toen Smaug de Draak met geweld en vuur Erebor veroverde op de Dwergen en in de strijd Dal verwoestte en koning Girion doodde. De Mensen van Dal werden verspreid en de meesten gingen naar de nabijgelegen stad: Esgaroth.

## De Queeste van Erebor
In De Hobbit wordt verhaald hoe Smaug wordt gedood door Bard de Boogschutter en hoe de Dwergen onder leiding van Thorin Eikenschild trachten Erebor (en de Arkensteen) te heroveren. Nadat Smaug is gedood willen verschillende partijen aanspraak maken op de Arkensteen en/of op de Eenzame Berg: Elfen, Mensen, Dwergen en Aardmannen, met als gevolg een grote slag aan de voet van Erebor die te boek zou gaan als de Slag van Vijf Legers.
De coalitie van Mensen, Elfen en Dwergen won de slag en Erebor en Dal werden weer herbouwd en Bard werd de nieuwe Koning van Dal.

## De Oorlog om de Ring
Ten tijde van de Oorlog om de Ring werd Dal de oorlog niet bespaard. Oosterlingen vielen Dal aan, en namen het in. Koning Brand, zoon van Bain, zoon van Bard de Boogschutter werd in deze strijd gedood. Het jaar erop werd Dal echter met hulp van de Dwergenkoning Dáin IJzervoet en zijn Dwergenlegers weer heroverd en Bard II, zoon van Brand, werd Koning en in de Vierde Era was Dal welvarend.